# Asasinarea lui Andrei Karlov
Andrei Karlov, ambasadorul Rusiei în Turcia a fost împușcat mortal pe 19 decembrie 2016 de către Mevlüt Mert Altıntaș, fost ofițer de poliție, în incinta unei expoziții de artă din Ankara.
Actul terorist este considerat un răspuns la implicarea Rusiei în Războiul Civil Sirian, în special la ofensiva din Alep (noiembrie - decembrie 2016).
Atentatul poate fi integrat în seria celor de tip fundamentalist islamic, cel mai recent fiind Atentatul din Berlin din aceeași zi, deoarece făptașul se pare că ar fi exclamat: Allāhu akbar.

## Vezi și
- Atentatul din Berlin
- Doborârea avionului rusesc Suhoi Su-24 din 2015
- Intervenția militară a Rusiei în Războiul civil din Siria
- Războiul Civil Sirian
- Relațiile ruso-turce
- Relațiile turco-siriene